# دیانا پوپووآ

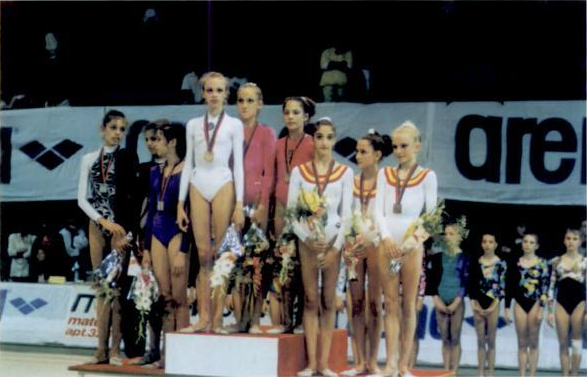
تصویر قهرمانی دیانا پوپووآ در مسابقات خود

دیانا پوپووآ (به انگلیسی: Diana Popova) ژیمناست زادهٔ ۱۰ دسامبر ۱۹۷۶ میلادی اهل کشور بلغارستان است.